# Castelletto d'Orba
Castelletto d'Orba är en ort och kommun i provinsen Alessandria i regionen Piemonte i Italien. Kommunen hade 1 960 invånare (2018).